# Langues péariques
Les langues péariques sont un groupe de langues en danger de disparition, appartenant au rameau des langues môn-khmer orientales et parlées dans l'ouest du Cambodge et le sud-est de la Thaïlande,
Les langues péariques sont les derniers représentantes des langues autochtones du Cambodge, dont le nombre a diminué du fait de l'assimilation à la majorité khmère. Elles doivent leur nom à l'une d'elles, le pear.

## Classification

### Sidwell
Paul Sidwell propose la classification suivante pour les langues péariques (Sidwell 2009:137), qui est une synthèse des analyses de Headley (1985), Choosri (2002), Martin (1974) et Peiros (2004) Il divise le péarique en deux branches principales, le pear et le chong, ce dernier se subdivisant en 4 groupes :
- Pear (en) de Kompong Thom (Baradat ms.)
- Chong
  - Méridional :
    - Suoy (en) de Kampong Speu (Pannetier ms., Baradat ms.)
    - Sa'och (en) de Veal Renh à Kampong Som (Pannetier ms.)
    - Chung de Kampong Som (Isara Chooseri 2007)
    - Chung de Kanchanaburi (Isara Chooseri 2007)

  - Chong occidental :
    - Chong de Chantaburi (Baradat ms.)
    - Branche :
      - Chong həəp (Martin 1974)
      - Chong de Khlong Phlu (Siripen Ungsitibonporn 2001)

    - Branche :
      - Chong lɔɔ (Martin 1974)
      - Chong de Wang Kraphrae (Siripen Ungsitibonporn 2001)
      - Chong (Huffman 1983)

  - Central :
    - Samre de Pursat
    - Samre (Pornsawan Ploykaew 2001)
    - Chong (Baradat ms.)
    - Chong de Trat (Pannetier ms., Isarangura 1935)
    - Kasong (Noppawan Thongkham 2003)

  - Chong du Nord :
    - Somray de Battambang (Baradat ms.)
    - Somre de Siem Reap (langue éteinte, Moura 1883)

### Ethnologue
Ethnologue distingue 6 langues péariques, pour lesquelles il propose la classification suivante :
- Péar
- Sous-groupe oriental (5 langues) : 
  - Chong (2 langues) : 
    - Chong
    - Sa'och

  - Samrê (2 langues) :
    - Samrê
    - Somray

  - Suoy